# Margaret Chung
Margaret Jessie Chung (en chino: 張瑪珠, Santa Bárbara, California, 2 de octubre de 1889-5 de enero de 1959) fue la primera médica china nacida en Estados Unidos que se conoce. Después de graduarse de la Facultad de Medicina de la Universidad del Sur de California en 1916 y completar su pasantía y residencia en Illinois, estableció una de las primeras clínicas médicas occidentales en el barrio chino de San Francisco a principios de la década de 1920.

## Primeros años
Chung nació en Santa Bárbara, la mayor de once hermanos. Su padre era el capataz del Rancho Guadalasca en el condado de Ventura, pero la familia se mudó a Los Ángeles en 1902. Los padres de Chung se enfermaron y ella mantuvo a la familia y ayudó a criar a sus hermanos menores desde que tenía diez años.
En 1905, Chung se destacó en Los Angeles Herald como una estudiante prometedora y por su futura carrera planeada como reportera de un periódico. Nuevamente se destacó en el Herald en 1906 por su poema "Ofrenda misionera", pronunciado en el decimoctavo aniversario de la Misión Congregacional China de Los Ángeles. Chung escribió y entregó un artículo titulado "Comparaciones de trajes chinos y estadounidenses" en el primer aniversario de la misión congregacional de Pasadena en 1907. Para ese otoño, Chung se había graduado del octavo grado en la Seventh Street School y se inscribió en la escuela preparatoria de la USC, siendo aclamada como una "estrella particular brillante" de la clase de gimnasia femenina. En 1910, Chung ganó el segundo lugar en un concurso de oratoria.

Las mujeres de todas las naciones, de todos los países, deben aprender medicina para poder enseñar a las mujeres de sus países y razas cómo cuidar de sí mismas y de sus hijos, cómo mejorar la generación venidera.

Chung ganó una beca de Los Angeles Times para estudiar en la USC vendiendo suscripciones a periódicos y se abrió camino en la universidad como mesera, vendedora de instrumentos quirúrgicos y ganando premios en efectivo en varios concursos de oratoria. En 1909, Chung se graduó de la USC. Chung se matriculó en la escuela de medicina en 1911, según un perfil de 1914 que indicaba su creencia de que era "la primera niña china en ingresar a una escuela de medicina en este estado".

## Carrera profesional

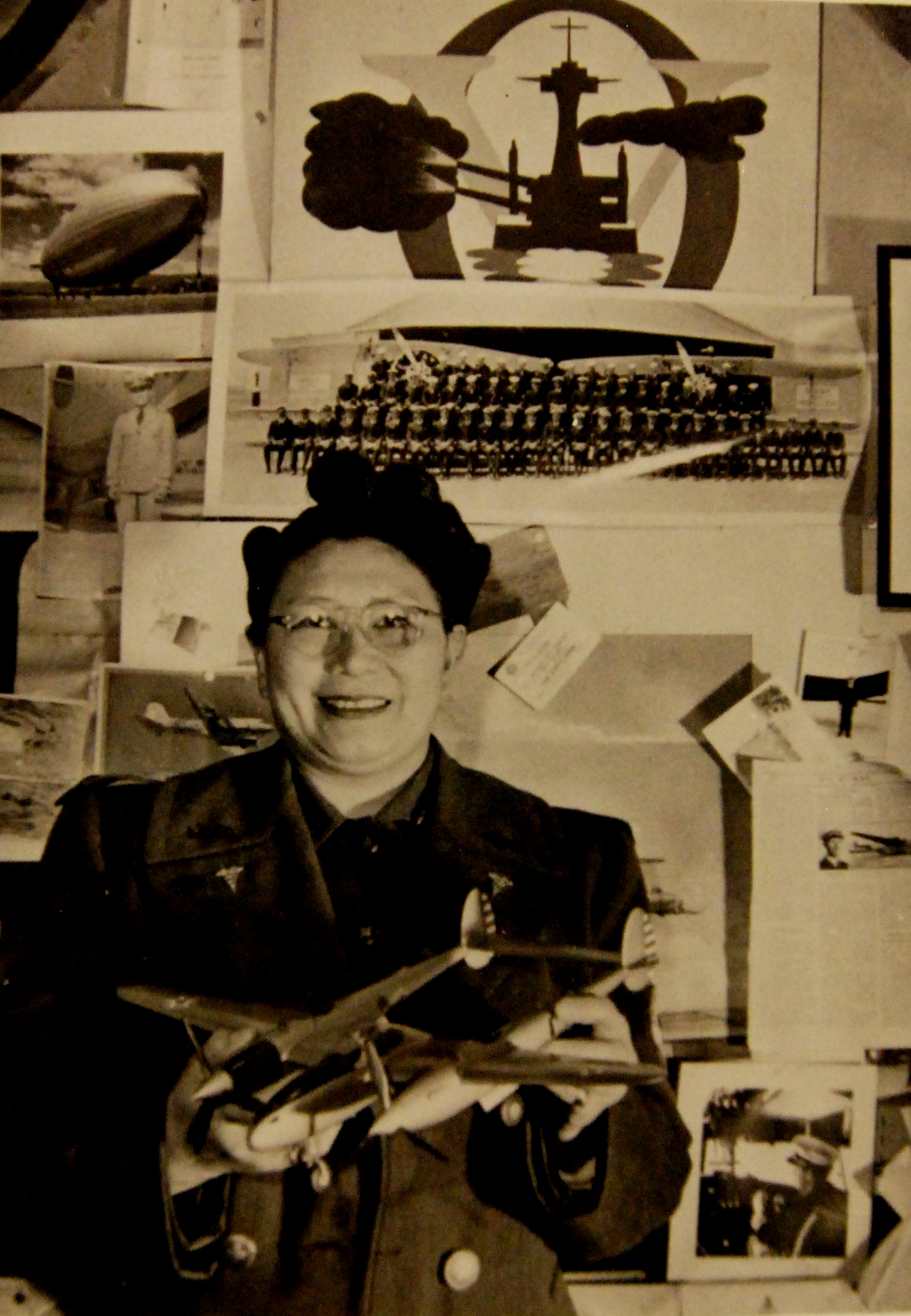
Dr. Chung con un modelo Lockheed P-38 Lightning y fotos de algunos de sus reclutas

Después de graduarse con un título de médico en 1916, inicialmente se le negaron puestos como médica misionera en China o una pasantía y se instaló para trabajar como enfermera quirúrgica en Los Ángeles, en el Hospital de Ferrocarriles de Santa Fe. Después de varios meses, se fue a Chicago, haciendo una pasantía en el Mary Thompson Women's and Children's Hospital antes de cumplir su residencia en el cercano Kankakee State Hospital. Chung se desempeñaría como asistente residente en psiquiatría del primer Instituto Psicopático Juvenil del Estado de Illinois en el Hospital del Condado de Cook en 1917; tarde fue nombrada criminóloga estatal de Illinois. Después de dos años en Illinois, Chung renunció a su puesto en el condado de Cook en noviembre de 1918 y regresó a Los Ángeles tras la muerte de su padre, aceptando un puesto como cirujana en el Hospital Ferroviario de Santa Fe, donde continuaría tratando a celebridades, incluyendo la extirpación de las amígdalas de Mary Pickford.
Chung se mudó al barrio chino de San Francisco en 1922, donde trató a la población local chino-estadounidense, así como a celebridades como Sophie Tucker, Helen Hayes y Tallulah Bankhead. También trató a siete pilotos de reserva de la Armada durante este tiempo; parte de su cuidado consistía en prepararles la comida y, según los informes, pronto comenzaron a llamarse a sí mismos "los hijos bastardos de pelo rubio de Mom Chung" como tributo a ella. Una historia de origen alternativo para el apodo de "Mom Chung" es que después de que ocho pilotos acudieron a ella en 1932, ofreciendo sus servicios para China contra Japón, los rechazó pero los alimentó porque "parecían hambrientos". Los pilotos "comieron todo lo que ella les dio, excepto los huevos" porque cuando estaban en la indigencia, el único vendedor que les prestaba comida a crédito era un productor de huevos. Antes de la entrada de Estados Unidos en la Segunda Guerra Mundial, Chung le daría a los pilotos de su "hijo adoptivo" un Buda de jade para que lo usaran alrededor del cuello, que se convertiría en un símbolo por el cual los pilotos se reconocerían entre sí en todo el mundo. Los oficiales navales no aeronáuticos "adoptados" por Chung eran llamados "Golden Dolphins" [Delfines Dorados].
Cuando Japón invadió China en 1937, Chung se ofreció como cirujana de primera línea, pero fue asignada en secreto a reclutar pilotos para el 1er Grupo de Voluntarios Americanos, más conocido como los " Tigres Voladores". Durante la guerra, Chung serviría hasta a 175 personas en el Día de Acción de Gracias en su casa, y envolvería y envió 4.000 regalos en Navidad. Entre sus invitados se encontraban oficiales de alto rango y senadores y congresistas estadounidenses; apoyándose en estas conexiones, ayudó a establecer el Servicio de Emergencia de Mujeres Aceptadas como Voluntarias, aunque no se le permitió unirse a ellos, ya que el gobierno sospechaba que era homosexual. Mom Chung adoptó a todo el escuadrón VF-2, apodado "Los Destripadores" por su logotipo, que mostraba a un dragón chino rasgando una bandera. VF-2 fue asignado a USS Enterprise (CV-6) y establecería un récord estadounidense al derribar 67 aviones japoneses en un solo día durante el Gran Tiroteo del Pavo de las Marianas en junio de 1944.
En 1947, el 90% de los pacientes médicos de Chung eran blancos. Se retiró de la práctica médica diez años después del final de la Segunda Guerra Mundial y sus "hijos adoptivos" le compraron una casa en el condado de Marin.

## Tráfico del opio
A principios de la década de 1950, Chung se involucró con Virginia Hill, novia de Bugsy Siegel, en el tráfico de opio en San Francisco.

## Muerte

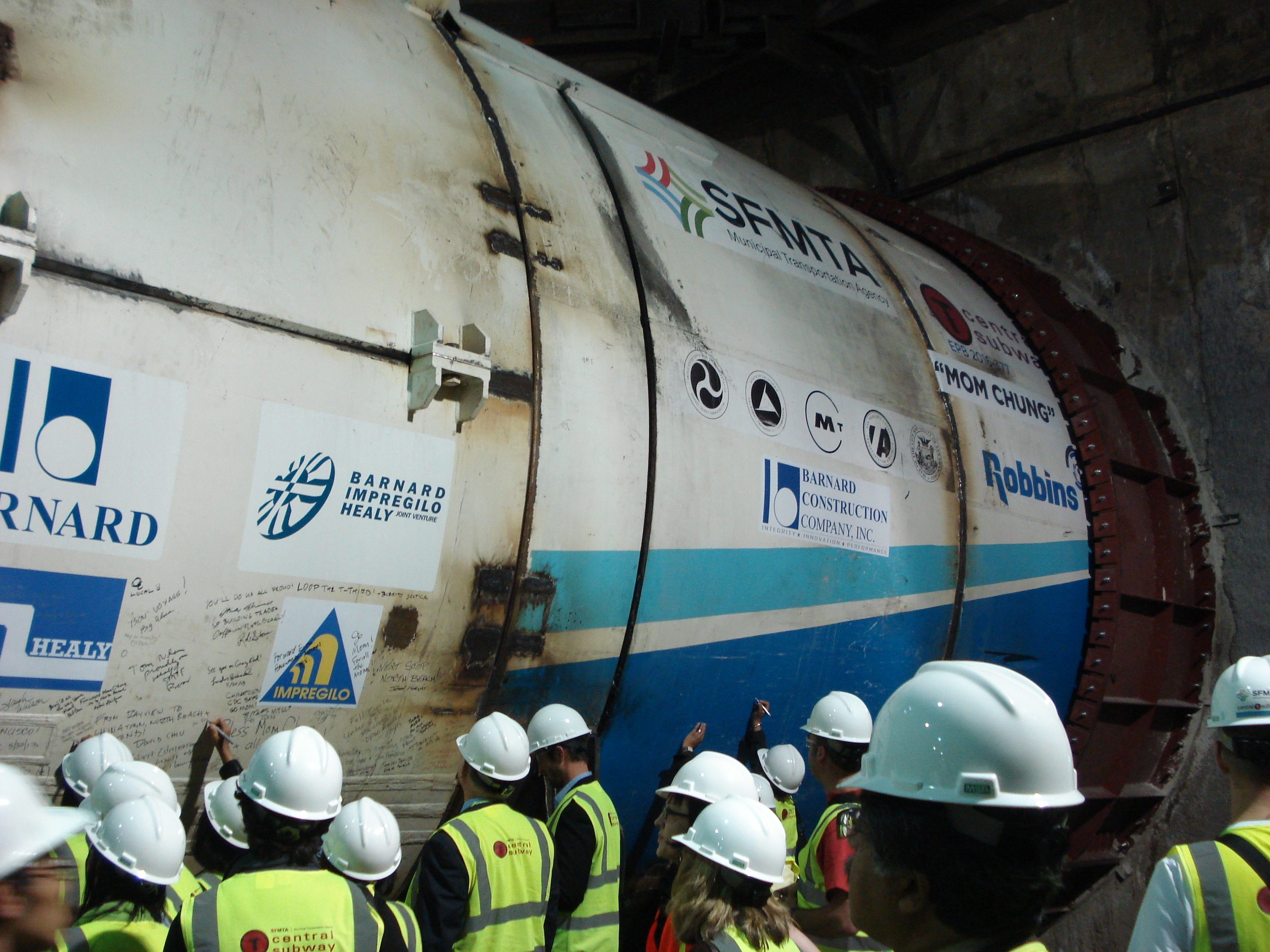
Firma de TBM "Mom Chung" el 30 de mayo de 2013

Chung murió de cáncer en enero de 1959 en el Hospital Franklin de San Francisco. Entre sus portadores del féretro se encontraba el almirante Chester W. Nimitz, uno de sus "Golden Dolphins".

## Relaciones personales
Pionera tanto en el ámbito profesional como en el político, Chung llevó una vida personal poco convencional. Como la única mujer en su clase, adoptó la vestimenta masculina y se llamó a sí misma "Mike", pero después de haber establecido una práctica profesional volvió a la vestimenta convencional y su nombre femenino.
Basado en correspondencia personal, tuvo relaciones cercanas y aparentemente intensas con al menos otras dos mujeres, la escritora Elsa Gidlow y la artista Sophie Tucker, que algunos escritores han especulado que eran románticas. Aunque estuvo brevemente comprometida, nunca se casó.
Defensora de las sólidas relaciones entre China y Estados Unidos, Chung era vecina, amiga y confidente del escritor de viajes Richard Halliburton (1900-1939), que murió en un intento de navegar en el junco Sea Dragon, como símbolo del vínculo de Oriente y Occidente, desde Hong Kong hasta la Exposición Internacional Golden Gate de 1939 en San Francisco.

### "Hijos" militares
Algunos de los "hijos" notables de "Mom" Chung incluyen:
- Happy Chandler (no. 98), gobernador y senador de Estados Unidos por Kentucky
- William F. Halsey (no. 600), Almirante de Flota de la Armada de los Estados Unidos
- Andre Kostelanetz (no. 434), conductor
- Melvin Maas (no. 447), mayor general de la Infantería de Marina de los Estados Unidos y representante de los Estados Unidos en Minnesota
- Chester W. Nimitz (no. 100), almirante de flota de la Armada de los Estados Unidos
- William Sterling Parsons, contralmirante y comandante de la bomba de Enola Gay[14]
- Russell Randall, general de brigada de las Fuerzas Aéreas del Ejército de los Estados Unidos
- Ronald Reagan (no. 131), actor y presidente
- Walter F. Schlech Jr. (no. 108), Contralmirante y Jefe del Comando de Transporte Marítimo Militar, Armada de los Estados Unidos
- Raymond E. Willis (no. 124), senador de Estados Unidos por Indiana

## Conmemoraciones
Chung sirvió de inspiración para el personaje de la Dra. Mary Ling en la película King of Chinatown de 1939, interpretada por Anna May Wong.
Al menos tres Fortalezas Voladoras fueron nombradas "Mama Chung" en su honor por sus hijos "adoptados" durante la Segunda Guerra Mundial.
Chung fue conmemorada con una placa en el proyecto Legacy Walk el 11 de octubre de 2012, una exhibición pública al aire libre que celebra la historia y las personas LGBT.
Una tuneladora para el metro central del ferrocarril municipal de San Francisco se denominó "Mom Chung" el 7 de marzo de 2013.